# Bayer Zsolt
Bayer Zsolt (Budapest, 1963. február 26. –) magyar szélsőjobboldali, konzervatív újságíró, publicista, műsorvezető, a Fidesz egyik alapítója és Orbán Viktor miniszterelnök közeli bizalmasa.

## Élete
Édesapja Bayer Ottmár (1940–2023) operatőr, édesanyja Gyimes Dalma. Tanulmányait a Szilágyi Erzsébet Gimnáziumban kezdte, majd az ELTE Tanárképző Főiskolai Kar (ELTE-TFK) magyar–történelem szakán folytatta. Egyike volt annak a 37 egyetemi és főiskolai hallgatónak, akik 1988-ban megalapították a Fiatal Demokraták Szövetségét. Ő lett az 5. számú párttagkönyv tulajdonosa, amire később is szívesen hivatkozott. Újságírói pályáját a Mai Lapnál kezdte, majd a Kurír című bulvárlapnál dolgozott.
1990-től 1993-ig a párt sajtófőnöke volt. 1993-ban egy időre szakított a Fidesszel és a Népszabadság főmunkatársa lett. Lépését azzal indokolta, hogy főleg Simicska Lajos miatt hagyta el a pártot, mert egyre több lett körülötte a fegyveres őr, és „lassan kezdtünk úgy kinézni, mint valami kokainbáró rezidenciája Kolumbia-alsón”.

1994-ben még így írt Horthy Miklós kenderesi újratemetéséről a Népszabadságban:

„Kenderesen veszett el végképp minden. A kormányzó sírjánál nyilvánult meg az új hatalmi elit azon szándéka, hogy az elmúlt negyven évet zárójelbe téve, Kádár diktatúráját Horthy embertelen és tisztára moshatatlan rendszerével »haladja meg«.”

1998-tól két éven át a Millenniumi Kormánybiztosi Hivatal főtanácsadója. 2001-ben jelent meg 1100 év Európa közepén című műve, amelynek előszavában így írt: 

„Nem más ez, mint rácsodálkozás. Előbb a maradék, azután pedig a régi hazára. Egy még éppen fiatal ember rácsodálkozása mindenre, egy fiatal emberé, aki jó harmincéves koráig jószerével ki sem tette lábát a fővárosból, s már akkor szomorúságot érzett, ha el kellett hagynia Budát, s iszony fogta el, ha túlutazott az Astorián... Pedig hát, igazán semmi sem kötötte a fiút ehhez a városhoz. Hiszen csak itt született, itt nőtt fel, itt volt kamasz s először szerelmes, itt lettek barátai, és itt olvasta a Szindbádot is, meg az Utas és holdvilágot is. De nem volt fővárosi egyetlen őse sem – ezért csak Idő úron múlott, mikor kezdődik majd az utazás… És Idő úr döntött egy hajnalon.”

– Bayer Zsolt: 1100 év Európa közepén

2002-től 2007-ig a Magyar Nemzetnél dolgozott, 2007-től Széles Gábor hívására az újjászervezett Magyar Hírlapban folytatta munkásságát. 2017. január 16-tól Bayer Zsolt távozott a Magyar Hírlaptól, és a kormányközeli Magyar Időkhöz igazolt át. 2019. február 6-tól az újraindított, konzervatív Magyar Nemzet publicistája.
Az újságírás mellett tévéműsorokban is rendszeresen részt vett, a Sajtóklub egyik tagja volt. 2000-től a Magyar Televízió munkatársa, illetve a Duna Televízió kulturális igazgatóhelyettese volt. 2007-ig a Hír TV-nél dolgozott a Péntek 8 című televíziós periodika műsorvezetőjeként. 2007-ben átment a Széles Gábor alapította Echo TV-hez, ahol a Sajtóklub, a Mélymagyar és a Háttérkép című műsoroknak lett műsorvezetője. 2017 decemberétől a nevével fémjelzett Bayer Show műsorvezetője lett. 2019 áprilisától a műsorait a Hír TV-n vezeti tovább.
2016-ban, augusztus 20-a alkalmából megkapta a Magyar Érdemrend lovagkeresztje kitüntetést, ami közéleti polémiát okozott.
2024 januárjában Ungváry Krisztián történész publikálta kutatásai eredményeit, mely szerint Bayer nagyapja, Gyimes Károly a világháború előtt és alatt a nyilas párt aktív tagja, az államszocializmus alatt pedig az ÁVH besúgója volt. Bayer, aki rendszeresen támadja politikai ellenfeleit azok felmenőinek tettei miatt, korábban zsidómentő hősnek állította be nagyapját. Bayer azt reagálta, hogy nem tudott nagyapja ezen tevékenységéről.
2024 szeptemberében sztrókot kapott. Bayer azt mondta, „hülye volt”, mert Tusványosra menet a légkondicionálót a leghidegebb fokozaton, nyolc órán át „fújatta a pofájába”, ami miatt két nap múlva az arcának bal oldala lebénult. 

## A Békemenet szervezője

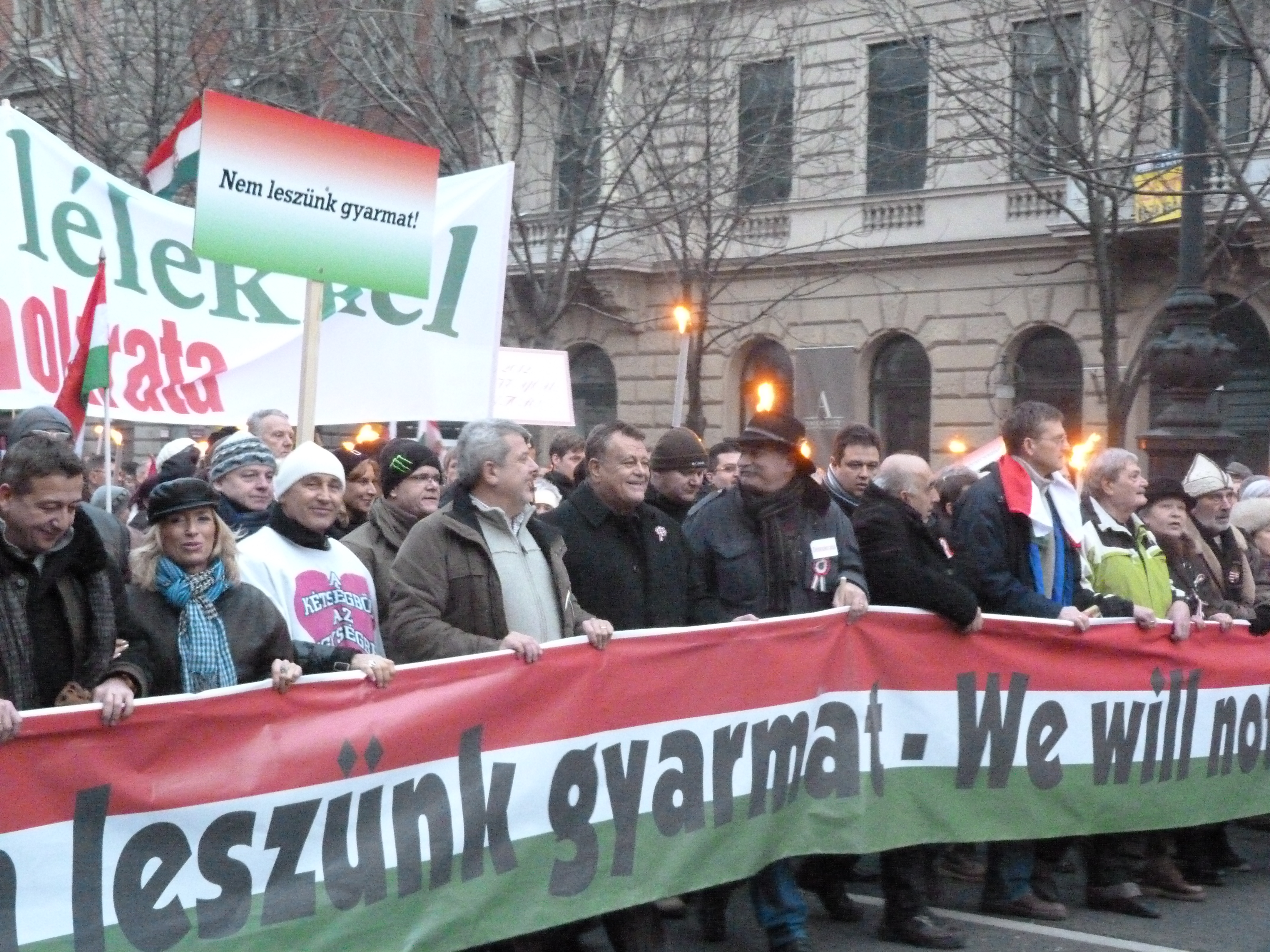
Bayer Zsolt az első Békemenet egyik szervezője volt, amely a Hősök terétől az Országházig haladt 2012. január 21-én

2012 januárjában a Békemenet elnevezésű tömegdemonstráció szervezője volt többekkel együtt. Aláírója volt a „Békemenet Magyarországért” című felhívásnak, amelynek szervezői és aláírói vele együtt Bencsik András főszerkesztő, Bencsik Gábor történész, Pataky Attila zenész, Pozsonyi Ádám író, Schulek Ágostonné, Stefka István főszerkesztő, Szentmihályi Szabó Péter író, Szalay Károly író, Széles Gábor vállalkozó, Szőnyi Kinga műsorvezető és mások voltak. A Civil Összefogás Fórum tagjai is támogatták a nyilatkozatot. A Belügyminisztérium akkori közleménye szerint a demonstráción négyszázezren vettek részt.
A 2012. március 15-ére szervezett második Békemenet szervezésében is részt vett. A menet a Magyar Tudományos Akadémia palotája előtt gyülekezett, ahol a demonstráló tömeg megvárta a Várból érkező lengyel szimpatizánsokat, és velük együtt vonult a Kossuth Lajos térre. Az MTI híradása szerint a Kossuth téren a nagygyűlésre mintegy 250 ezren gyűltek össze.
2012 októberében Bayer Zsolt a harmadik Békemenet szervezésében is tevékeny részt vállalt. Kijelentése szerint a 2012. januári Békemenet megmentette Orbán Viktort és nemzeti kormányát, mert a baloldali érzelmű Európai Unió meg akarta buktatni. A rendőrség becslése szerint a menetelés rendezvényén több mint 150 ezer fő vett részt.
A Széna téren összegyűlt tömeg órákon keresztül vonult Budáról Pestre, a Békemenet Kossuth téri rendezvényére kíváncsi tömeg jelentős része már a parlament előtt várakozott, és megtöltötte a Kossuth teret, amikor a menet elérte a Margit hidat. A Kossuth téren és a környező utcákban végül közel 400 ezer ember alkotta Orbán Viktor miniszterelnök 1956-os forradalom 56. évfordulóján elmondott ünnepi beszédének hallgatóságát.
A 2014. március 29-ére szervezett újabb Békemenetre felhívó, beharangozó kampányfilmjében sorsdöntőnek nevezte a rendezvény sikerességét: „Most legalább 20-30 évre el fogjuk dönteni az ország sorsát".

## A Magyar Érdemrend lovagkeresztje
2016. augusztus 20-án megkapta a Magyar Érdemrend lovagkeresztjét, amelyet olyan személyeknek ítélnek oda, akik a kultúra, a tudomány, a művészet, továbbá saját szakterületük terén – Magyarország érdekeinek előmozdítása, az egyetemes emberi értékek gyarapítása érdekében – példamutató tevékenységet folytatnak. Bayert a GULÁG-okban Elpusztultak Emlékének Megörökítésére Alapítvány elnökhelyettesének, Pintér Jolánnak a magánkezdeményezésére terjesztették fel a kitüntetésre, amit Lázár János miniszterelnökséget vezető miniszter adott át.
Megilletődtem, amikor megkaptam és becsben is fogom tartani
Lovagkeresztet kapott a keresztes lovag, aki nem engedi, hogy értékeinket, hagyományainkat, érzéseinket és józan eszünket elveszítsük!
A Magyar Közlönyben megjelent indoklás már más értelmezést kapott, mivel újságírói tevékenységét elválasztva külön kiemelte: „…Számos nemzeti ügy feltárása, illetve képviselete terén, különösen a GULAG rabtelepein fogvatartottak sorsának és az erdélyi magyarság életének hiteles és méltó bemutatása, példaértékű újságírói tevékenysége elismeréseként.”
Állami elismerését követően, tiltakozásul több mint százan nyilatkoztak úgy, hogy visszaküldik lovagkeresztjüket vagy egyéb állami kitüntetésüket Bayer kirekesztő stílusára hivatkozva, amivel nem kívántak a díjazás birtokosaként közösséget vállalni.
Később a Bayert kitüntetésre felterjesztő alapítvány kuratóriumi elnöke, Stark Tamás is megdöbbenésének adott hangot, mert nem tudott alelnökének Bayert felterjesztő tevékenységéről, ahogy a többi kuratóriumi tag sem, hozzátéve, hogy az alapítvány szellemisége szemben áll Bayer kirekesztő szellemiségével. Kiderült az is, hogy Pintér Jolán állítása szerint csak Bayer Gulaggal kapcsolatos munkáira figyelt, a többi publicisztikáját nem ismerte. Az alapítvány időközben tartott közgyűlésén egyértelművé vált, hogy a kuratóriumi tagok valóban nem tudtak Pintér „partizánakciójáról”, ennek dacára nem szavazták meg a jelöléstől utólag elhatárolódó nyilatkozat kiadását, Stark ezért lemondott az alapítványi elnökségről. A nyilatkozatkiadás leszavazásának okát Stark „felhatalmazás hiányára” hivatkozva nem közölte. A Bayert jelölő Pintér ugyanakkor fel sem vetette a saját lemondását, mivel nem érezte úgy, hogy őt terhelné ezért a felelősség. Később Stark az ATV-nek nyilatkozva többek közt elmondta, hogy az öt kuratóriumi tag egyetértett ugyan Bayer munkássága kritikájában, de az elhatárolódó nyilatkozat kiadásával nem akarták napirenden tartani az ügyet, hanem mihamarabb el akarták azt felejteni, ő viszont épp emiatt mondott le, mert nem akart a továbbiakban egy olyan alapítványnak elnöke lenni, amelyre később is „árnyékot vet” Bayer kitüntetési botránya. Lemondása után Pintér lett az elnök, akit egy évvel később a Magyar Érdemrend középkeresztjével is kitüntettek.
Maga Bayer kizártnak tartotta, hogy visszaadja a kitüntetését és szerinte csak „Godot-ra várnak” a kitüntetés visszaadását követelők, egyúttal bírálta a kitüntetést visszaadók egy részét.
Ugyanakkor egy augusztus 26-án megjelent interjúban igazat adott kritikusainak a túlságosan szabadszájú újságírás helytelenségének témájában és kijelentette, hogy örökre „felhagy a trágár és durva politikai publicisztikák írásával”. Ennek dacára később újra trágár stílusban nyilatkozott meg.
Az államfő hivatalának közleménye alapján 111 tiltakozó közül tizenhatan elárverezték a kitüntetésüket, és 66-an küldték vissza a Köztársasági Elnöki Hivatalba. Egy személy csak az oklevelet postázta vissza.

## Vitatott publicisztikái és nyilatkozatai
2006. október 17-én, két nappal az olaszliszkai lincselést követően a Magyar Nemzet Online vélemény rovatában Cigányliszka címmel jelent meg írása.
2008. március végén közel száz kormánypárti magyar értelmiségi nyílt levélben tiltakozott egy Magyar Hírlapban megjelent publicisztikája miatt, amelyet a levélírók zsidóellenességgel vádoltak. A Népszabadság szerint a levél eredeti aláíróihoz később még többen csatlakoztak. Dávid Ibolya, az MDF elnöknője nyílt levelében azt írta Bayer Zsolt írásával kapcsolatban, hogy „Elképesztő, felháborító, botrányos és visszautasítandó.” Demszky Gábor, Budapest főpolgármestere Bayer Zsolt cikkére hivatkozva bejelentette, hogy a továbbiakban bojkottálja a Magyar Hírlapot (lemondja előfizetését, és nem hajlandó nyilatkozni az újságnak.) Bayer Zsolt, az őt ért támadásokra reakcióként írt cikkében ellene irányuló hadjáratot említett, és más, nevesebb személyiségektől származó (többek között Illyés Gyulától), az övéhez hasonló álláspontot tükröző idézeteket sorolt fel álláspontja védelmében.
A Magyar Hírlap 2013. január 5-i számában megjelent Ki ne legyen? című cikke miatt, amelyben egy szigethalmi sörözőben néhány nappal korábban történt késelés kapcsán arról írt, hogy szerinte „a cigányság jelentős része együttélésre alkalmatlan állat és potenciális gyilkos, a Médiatanács negyedmillió forintra büntette az újságot.
Egy 2015 novemberében megjelent írásában Bayer kijelentette, hogy minden tizennégy év feletti migráns potenciális gyilkos.” A Médiatanács 2016 májusában ezért ismét negyedmillió forintos bírságot szabott ki.
2015-ben saját blogot indított a blogstar.hu felületén Bádog – Bayer Zsolt blogja címmel, ahol 2016. augusztus 1-jén blogbejegyzésében Ferenc pápát kritizálta, amiért egy migránsokkal kapcsolatos nyilatkozatában kijelentette, hogy nem minden muszlim erőszakos, mivel minden vallásban, így a saját egyházában a katolikusok között is vannak erőszakos, bűncselekményeket elkövető emberek, ezért hiba „iszlám erőszakról” beszélni. Bayer szerint a véres iszlamista terrorizmus és a katolikusok köztörvényes bűncselekményei nem egyforma súllyal esnek latba.

2017. április 25-én a Karc FM rádióadón futó Paláver című műsorában kelt ki „a külföldről támogatott szervezetek átláthatóságáról” szóló törvény parlamenti tárgyalásán megjelent tüntetők ellen, akik transzparensekkel némán, a képviselőket nem inzultálva demonstráltak. Bayer úgy fogalmazott: 
Ha még egyszer ezek vagy ilyenek megjelennek a parlament épületében, és ott megzavarják a munkát, akkor úgy kell őket kivágni, mint a macskát szarni. Ha a taknyukon és a vérükön kell őket kirángatni, akkor a taknyukon és a vérükön […] ha kell, akkor szanaszét kell verni a pofájukat. Ez ugyanis Magyarország parlamentje, nem pedig a nyilvános vécé, ahová ezek valók.
 A TASZ két aktivistája cserébe kávézni hívta a publicistát. Bayer később elnézést kért a stílusáért és elfogadta az invitálást hozzátéve, hogy más, szerinte szintén uszító stílusú újságíróval és egyéb közszereplővel is szeretne ott találkozni. A rádiót a Médiatanács 200 ezer forintra büntette.
A találkozó végül május 15-én jelentős sajtóérdeklődés mellett zajlott le, ahol Bayer mellett ott volt Dojcsák Dalma a TASZ-tól, két politikus, Berkecz Balázs, az Együtt alelnöke és Szél Bernadett, az LMP társelnöke, valamint Jurák Kata újságíró és Gulyás Márton ellenzéki aktivista. A beszélgetést Stumpf András, a Heti Válasz újságírója próbálta moderálni. A találkozón a felek ismertették álláspontjukat, Bayer alapvetően azzal érvelt, hogy megbánta már a kijelentéseit, és visszautasította, hogy antiszemita és rasszista lenne, ugyanakkor idézetekkel próbálta alátámasztani, hogy mások sem mentesek a gyűlölködő szövegektől. Tévesnek mondta azt a véleményt is, hogy ő lenne a „Fidesz ökle”.
Július 12-én a miskolci televízió Helyzetkép című műsorában újra Ferenc pápát kritizálta a menekültekhez való viszonya miatt. Bayer arra is kitért, hogy Ferenc „migráns hátterű pápa, akinek az égvilágon semmilyen európai kötődése sincsen”, de elhangzott tőle az „argentin libsi” kifejezés is, és hogy „hiába ismételgeti a kretén brüsszeli politikusok kretén mondatait kretén módon.” Később letagadta itt elhangzott állítását, miszerint „le kell zárni a határainkat”.
Az esetre reagálva Makláry Ákos görögkatolikus pap, a Keresztény Értelmiségiek Szövetségének elnöke hosszú nyílt levélben kritizálta Bayert, aki „belülről, belső ellenségként gyengíti a keresztény közösségeket, megoszt, rombol és botrányt okoz szavaival; nem értékek mellett érvel, hanem ellenségeskedést kelt és gyűlöletet szít.” Makláry is kitér arra, hogy bár megígérte, mégsem tartotta be fogadalmát „stílusa megzabolására”, ezért Bayernek elnézést kéne kérnie keresztény embertársaitól és Ferenc pápától.
Csak hat évvel később történt ez meg, mikor Ferenc 2023 április végén Magyarországra látogatott, ekkor arra hivatkozva visszakozott a korábbi pápát bíráló kijelentéseitől, hogy „akkor én még protestáns, egész pontosan evangélikus voltam. Mint katolicizmuson kívüli, mondjuk ennyiben volt fölmentésem, hogy mondhattam. Én azóta katolizáltam.”
2017 októberében a nem sokkal korábban kipattant, Marton László rendezőhöz köthető szexuális zaklatási ügyön viccelődött egy soroksári fideszes lakossági fórumon.
2018. március 20-án patkányoknak nevezte azokat az embereket, akik megijedtek Orbán Viktor március 15-én elmondott beszédétől.
2019 januárjában szokásához híven trágár, közönséges jelzőkkel minősítette a tévéműsorában azt a diáklányt, aki nem sokkal korábban egy kormányellenes tüntetésen szintén durva kifejezésekkel bírálta Áder Jánost és az Orbán-kormányt. Itt azt is megjegyezte, hogy a gimnazista lány több tárgyból bukásra áll, amit az érintett hazugságnak nevezett. Maga Bayer viszont saját bevallása szerint is megbukott a gimnáziumban, orosz nyelvből. Nagy Blanka, a Bayer által többek közt „prolinak” minősített diáklány később úgy reagált a „nemzet udvari bolondjára”, hogy „a prolik a munkásosztály, akik megtermelik a javakat, amiket a haverjaid ellopnak, hogy tévéműsorod legyen.” Egy közvélemény-kutatás eredménye szerint még a Fidesz szavazóinak többsége sem tartotta vállalhatónak Bayer Nagy Blankára tett kijelentéseit. Később több kormányközeli médium is helyreigazítási kérelmet kapott a Nagy Blankára tett, valótlan állításaikért. 2020 júniusában viszont a Bayer ellen indított becsületsértési perben felmentette a publicistát a Pesti Központi Kerületi Bíróság, indoklásuk szerint ugyanis Nagy nyilvános véleményével közszerepet vállalt, ezért tűrnie kell a „kritikát”. Bayer mondatai pedig szerintük beleférnek a véleménynyilvánítás szabadságába, és nem valósítottak meg becsületsértést. Nagy ügyvédje szerint viszont Bayer nem kritizált, nem egy ügyre reagált, hanem Nagyot akarta megalázni a műsorában, ezért fellebbeznek az ítélet ellen. Ezt végül az Alkotmánybíróság nem vizsgálta, mert indokuk szerint az Alaptörvény hivatkozott pontja „nem önálló alapjogot állapít meg, hanem a véleménynyilvánítás szabadságának határát jelöli ki, így erre nem alapíthat az indítványozó alapjogi sérelmet”.
Közben a bíróság jogerősen elítélte abban a perben, amit Hadházy Ákos, korábbi LMP-s képviselő indított vele szemben személyiségi jog megsértése címén Bayer két írása miatt, amiben szintén durva, obszcén jelzőkkel kritizálta Hadházyt és Szél Bernadett-tet. Az ítélet szerint Bayer megsértette Hadházy emberi méltóságát, ezért a perköltségen felül 300 ezer forint kártérítést kell fizetnie, és bocsánatkérő levelet kell közzétennie a blogján 30 napon át, mindezt pedig 15 napon belül köteles megtenni. Bayer a blogján megjelent, közönséges stílusú reagálása szerint kettős mércét alkalmaztak vele szemben az ítélettel, mert míg mások pocskondiázzák a politikusokat, őt elítélik ugyanezért. Azt is írta, hogy majd ötforintosokban fizeti ki a kártérítést Hadházynak, amiket majd a kertjébe szór be, hogy „legyen miből zoknit vennie a büdös lábára”, de hasonló szinten kritizálta az ügyében eljáró bírákat is, azzal vádolva őket, hogy elfogult döntést hoztak. Bocsánatot viszont nem kér, amíg „Hadházyék bocsánatot nem kérnek a miniszterelnöktől és a köztársasági elnöktől.” Hadházy úgy válaszolt: „a Fidesz 5. számú tagkönyve tulajdonosának üzenem, hogy fölöslegesen ne gyűjtsön ötforintosokat. A Jegybank rendelete szerint csak 50 darabot vagyok köteles belőle elfogadni, így a maradék 299 750 forintot a végrehajtó hozza majd tőle el, ha tényleg a kertembe dobott érmékkel akarja kifizetni a becsületsértésért rá kirótt kártérítést.” Hozzátette, annyi időre Bayer bemehet majd a kertjébe, hogy az ötforintosokat összeszedje. Miután azonban Bayer ezután sem fizetett sehogyan se, 2021 januárjában Hadházy végrehajtást kezdeményezett, aminek értelmében júniusban végül meg is történt a behajtás.
Manfred Webert is trágár szavakkal kritizálta azután, hogy felfüggesztették a Fidesz Európai Néppárti tagságát, mondván Weber szerinte „farizeusként” viselkedik. Később arról írt, hogy a Fidesznek mihamarabb ki kellene lépnie a Néppártból, mert szerinte hazug képmutatás zajlik ott.
Egyebek mellett „Leninfiúknak” és „beszédhibás, izzadó tenyerű kis köcsögöknek” nevezte azokat a momentumos fiatalokat, akik amiatt demonstráltak, mert Bayer – több más Fidesz-közeli személyhez hasonlóan – messze a piaci ár alatt bérelhet lakást a Budai Várnegyedben. Hozzátette, hogy rágalmazásért feljelentést tesz. Bayer később sajtótájékoztatót is tartott az ügyben, ahol továbbra is rágalmakról beszélt, de érdemben semmit nem cáfolt. Bayer állítása szerint lakáscserével jutott az ingatlanhoz, hozzátéve, hogy minden jogszerűen történt, és hogy az ingatlan bérleti díjának megállapítása nem az ő kompetenciája. Közben azonban többször is ellentmondásba keveredett. A várbeli ingatlan bérleti jogáért egy olyan pilisszentkereszti faházat adott, ami két hónappal később már az ő fiának a tulajdonába került. Bayer közleménye szerint, ha valakinek valami problémája van az ügylettel, forduljon a bírósághoz. Bayer az ügy miatt helyreigazítási kérelmet is küldött az ingatlanügyét bemutató 24.hu-nak, mert szerinte a portál abban a „hamis színben” tüntette fel az esetet, mintha politikai kapcsolatai miatt élvezne előjogokat a várbeli ingatlana kapcsán. A portál ezt vitatta, és nem kívánt ennek eleget tenni. Később kiderült, hogy Bayer más alkalommal is a pilisszentkereszti ingatlant felhasználva jutott várbeli lakáshoz. A publicista szokása szerint ismét személyeskedő stílusban utasította vissza a vádakat, aki saját értelmezése szerint „balliberálisok vári lakásainak leleplezéseiről” is írt a blogján. 2020 szeptemberében úgy fogalmazott egy interjúban, hogy szerinte „bele volt kényszerítve, hogy úgymond törvénytelenséget kövessen el”, mert a vonatkozó törvény „úgy hülyeség, ahogy van”. Hozzátette, hogy „aljas, ocsmány, gusztustalan támadás” volt ellene a lakásszerződéséről szóló cikksorozat.
2019. április 10-én a Kúria helybenhagyta a másodfokú jogerős ítéletet abban a személyiségjogi perben is, amit Vona Gábor, volt Jobbik elnök indított Bayer ellen annak 2016-os blogbejegyzése miatt, ahol szintén obszcén jelzőkkel illette a volt pártelnököt. Az ítélet szerint Bayernek 300 ezer forint sérelemdíj (plusz perköltség) megfizetése mellett nyilvánosan bocsánatot kell kérnie Vonától. A testület tagjai szerint az öncélú gyalázkodás és megalázás nem élvezi a szabad véleménynyilvánításhoz fűződő alkotmányos védelmet. Bayer a megint Fidesz-közeli Hír TV-n futó Bayer Show című műsorában reagált az ítéletre: a műsorban „V1G” táblákkal tűnt fel, utalva a Fidesz-kritikus „O1G” (Orbán egy g*ci) rövidítésre, ahol ezt a rövidítést „Vona egy gólya” jelentéssel magyarázta, hozzátéve, hogy ő „jogkövető állampolgár”, és ha a jog szerint az O1G szimbólum, akkor ez alapján szerinte a V1G is az. Vona az eseményre reagálva vitára hívta Bayert.
2020 elején Élő Anita, a Válasz Online újságírója ellen kelt ki, mert az egy cikksorozatban a Bayer felesége, Bayerné dr. Matusovits Andrea által vezetett Országos Vérellátó Szolgálat (OVSZ) kapcsán azt írta, hogy versenyeztetés nélkül kötött szerződést két céggel a vérplazma eladásáról, a kiírást és a szerződést pedig az OVSZ az újság adatigénylése ellenére sem adta ki. Ezen kívül korábban azt is megemlítette, hogy olyan cég is nyert tendert általuk, amelynek vezetői Bayernéval együtt végeztek a szegedi orvosi karon, aki akkor még főigazgató-helyettes volt az OVSZ-nél. Bayer egyebek mellett azt írta, hogy Élő „szervkereskedelemmel és korrupcióval” vádolta meg a feleségét, és ezen rágalmak, valamint hangulatkeltés miatt „veszélyezteti a hazai gyógyszer- és vérellátást”, ezért szerinte Élőnek börtönben lenne a helye. Az ügyben indult bírósági eljárás végül Élőnek adott igazat, vagyis igazoltnak látták a cikkben leírt visszásságokat, ezt később a Kúria is megerősítette.
George Floyd halála és az ez utáni zavargások kapcsán újabb rasszista hangvételű blogbejegyzést írt. A bejegyzést egy fekete felsőbbrendűséget hirdető, szélsőséges, homofób és antiszemita gyűlöletcsoportnak minősített szervezet tíz hónappal korábbi videójával illusztrálta.
2020. november 14-én megjelent Bayer Zsolt véleménycikke: A tabu megtörése címmel. Ebben a publicisztikájában tesz megkérdőjelezhető kijelentéseket: „Azt üzeni a mocsok nigger egész testtartása, hogy nézzétek, én, mi ezt is megtehetjük veletek immár, és senki nem képes közületek megakadályozni mindezt.”
Szájer József 2020 novemberében kipattant botránya kapcsán arról beszélt, hogy egy „egykor volt barátja, harcostársa” arról beszélt neki, hogy „többek közt azért szeret Thaiföldre járni, mert ott kisfiúk is rendelkezésére állnak”. Az ügy miatt Szél Bernadett és Orosz Anna feljelentést tettek ismeretlen tettes ellen kiskorúak ellen elkövetett szexuális erőszak megalapozott gyanúja miatt, jogászok szerint viszont ilyen esetben Bayer nem követett el bűnpártolást, amiért nem szólt a hatóságoknak az ismerőséről. Szily László cikkében „fideszes barátról” írt, amire Bayer szokásosan nyers stílusában tagadta, hogy az illető fideszes lenne. Arról is írt a blogján – az ellenzék bírálatán túl –, hogy nem volt bejelentési kötelezettsége, és hogy egy „egykori barát vallomásával sem szokás ezen az oldalon visszaélni”. Később azonban visszavonta a pedofíliára tett korábbi állításait, félreértésnek nevezve azokat.
Egy teljesen átlagos Facebook-felhasználó ellen is kikelt, aki egy Semjén Zsoltot kritizáló szerkesztett képet osztott meg a közösségi oldalon, függetlenül attól, hogy nem a felhasználó magánszemély hozta létre a nevezett képet, illetve bejegyzést, és semmi törvénytelent nem követett el ezzel. Bayer ennek dacára az illető vegzálására szólította fel híveit szintén a Facebookon.
Bayernek számos vitatott megnyilatkozása volt történelmi kérdésekben, egyes vélemények szerint ezekben politikai elfogultságaihoz igazítja a múltat.
A 2022. február 24-én kirobbant orosz-ukrán háború kapcsán a már januárban valószínűsíthető konfliktus ellenére úgy nyilatkozott a Hír TV Sajtóklub című műsorában január 30-án: „Oroszország nem fogja megtámadni Ukrajnát, ezt egy hülye is tudja.” Itt amúgy több oroszbarát vélemény is elhangzott a résztvevőktől. A tévedését elismerte ugyan, de ezek után egy egész cikksorozatban igyekezett a NATO-t, az EU-t, Amerikát és Ukrajnát felelőssé tenni a háborúért. Később egyenesen úgy fogalmazott: „Kevés undorítóbb van ezen a világon Brüsszelnél, az EP-nél, és úgy általában a Nyugatnál.” Mikor pedig az ukrán nagykövet bírálta az Orbán-kormány passzívitását, úgy reagált blogján, hogy: „Az ukrán nagykövet asszonyt normális esetben 48 órán belül kellene kitiltani Magyarországról, a magyarsághoz intézett ezen szavaiért.” Számos ukránellenes megnyilvánulása miatt a Mirotvorec nevű szélsőjobboldali internetes oldalon „ukrajna ellenségeinek” több tízezres (!) listájára ő is felkerült, születési dátumával, útlevélszámával és a lakcímével, miután az oldal szerint „antiszemita és ukránfób”. Bayer szerint „erkölcsi kötelesség a náci ukránok halállistájára felkerülni”.
2022. március 10-én a kormányközeli Médianéző Központ Jótollú magyar újságíró díját megkapva arról beszélt, hogy a független, illetve objektív újságírás a legnagyobb hazugság, amit szerinte a nemzeti oldallal szembenállók csak azért találtak ki, hogy leplezzék, kiknek a szolgálatában állnak.
2022. április 21-én egy Facebook-bejegyzésben kelt ki válogatott szitkokkal Paul Lendvai ellen, mert az kritikus véleménycikket írt a Der Standard című lapba a 2022-ben megint győztes Orbán-kormányról, melyben Lendvai ugyanakkor az ellenzékhez is kritikusan viszonyul.
Csókay András idegsebész és közte is zajlott üzengetés 2022 áprilisában, dacára, hogy Csókay is Fideszes kötődésű személy. Bayer azért kritizálta Csókayt, mert az orvos, aki 2019-ben részt vett a bangladesi sziámi ikrek szétválasztásában, bírálta a beavatkozás körül és után történt konfliktusokat, amelyek elsősorban Pataki Gergely sebészt és az esetről filmet forgató Szász János filmrendezőt érintették. Bayer szerint Csókay értelmetlenül és igaztalanul „támadta” a műtétet végző Cselekvés a Kiszolgáltatottakért Alapítványt és annak orvosait, rajta kívül pedig Szászt is kritizálta, mint aki túl közeli barátja Csókaynak, ezért részrehajló vele kapcsolatban. A blogján is hosszasan kritizálta Csókayt.
„Szánalmas kis fityfasz”-nak nevezte Fekete-Győr Andrást, a Momentum politikusát is, mert az ultimátumot intézett Kocsis Mátéhoz, miszerint a kormánypártoknak teljesíteniük kell néhány, általa demokratikusnak nevezett követelményt ahhoz, hogy részt vegyenek a parlament alakuló ülésén. Bayer ezután írta, hogy „ezek nem fogják jelenlétükkel, viselkedésükkel, pofájukkal, szagukkal rombolni az alakuló ülés ünnepélyességét”, majd minősítette Fekete-Győrt.
A The Washington Post egyik publicistája antiszemita és rasszista jelzőkkel illette Bayert, miután 2022 májusában Budapesten tartották a konzervatív politikai konferenciát, a CPAC-t, ennek kapcsán írt nem túl hízelgő véleményt „Orbán pártgépezetének egyik kulcsfigurájáról”. Leginkább Bayer a cigányság és a zsidóság felé tett éles véleményeit kritizálta, főleg miután ez utóbbi kapcsán Antony Blinkent is megszólította. Bayer reagálásában „a média terrorizmusáról” írt, ahol szerinte lényegtelen emberek véleményére alapoznak, miközben saját szempontok szerint dől el náluk, hogy ki számít antiszemitának.
2022. augusztus 29-én egy Magyar Nemzetben megjelent véleménycikkében „demens vén hülyének” nevezte Joe Biden amerikai elnököt, családját pedig „korrupt, ócska alakok gyülekezetének”. Bayer a cikkben – nem először – a nyugati és amerikai viszonyokat kritizálta, valamint az internetes közösségi médiákat, amit a „lumpenproletáriátus apoteózisaként” értékelt, mely a „»liberális« gennysajtó” eszköze, ami szerinte elhallgatta Biden fia, a „drogos és szexfüggő” Hunter Biden dolgait.
2024 januárjában Ungváry Krisztián történész Bayer Zsolt élethazugságai címmel tett közzé videót. Szerinte azért volt szükség Bayer családi múltjának feltárására, mert abból megérthető, miért viselkedik ma úgy Bayer Zsolt úgy, ahogy. Levéltári dokumentumokkal alátámasztva járja körül, hogyan lett Bayer nagyapja, Gyimes Károly már a II. világháború előtt aktív tagja és szervezője a nyilas pártnak Kiskőrösön. Gyimes a holokauszt idején gettóorvosként hüvelyi motozásra tanította be a kiskőrösi gettó személyzetét, majd a háború után önként jelentkezett az ÁVH-nál, és besúgónak állt.

## Művei

### Filmek
- Másfélmillió lépés Magyarországon – Bajától Tokajig (szín., magyar ism. sor., 2014) (TV-film) író, rendező[140]
- Másfélmillió lépés Magyarországon – 32 év múlva (szín., magyar ism. sor., 2011-12) (TV-film) író, szerkesztő
- Az utolsó előtti út (szín., magyar ism. sor., 2006) (TV-film) forgatókönyvíró, szerkesztő
- A szellem órája – Sziget (szín., magyar ism. sor., 2001) (TV-film) forgatókönyvíró
- 1100 év Európa közepén (szín., magyar ism. sor., 1996) (TV-film) szerkesztő
- Kamaszkorunk legszebb nyara: Amerika (szín., magyar útifilm) (TV-film) író, szerkesztő[141]
- Lengyelország (magyar ism. film, 2013) (TV-film) rendező, forgatókönyvíró
- Peru – Chile – Húsvét-sziget – Juan Fernandez-szigetek (magyar ismeretterjesztő filmsorozat, 2016) rendező[142][143]
- A másik Gyöngyöspata (dokumentumfilm, 2020) rendező
- Orbán Balázs nyomában (dokumentumfilm, 2022) rendező

### Könyvei
- Tündértemető, Osiris kiadó, Budapest, 1995, ISBN 963-3790-98-0
- 1956…'hogy legyen jel' (Budapest, 2000) ISBN 963-9302-28-7
- Falig érő liberalizmus I–II. (Budapest, 2000) ISBN 963-9302-50-3
- 1100 év Európa közepén I. (Budapest, 2001) ISBN 963-00-6413-8
- Hol a pofátlanság határa? (Új moralisták, farizeusok) (Budapest, 2001) ISBN 963-9406-25-2
- Hol a pofátlanság határa? II., Budapest, 2002) ISBN 9789639406506
- Régi magyar kalendárium, Budapest, 2002, ISBN 963-9484-07-5
- Haza a magasban (Lukács Csaba társszerzővel, Budapest, 2002)
- 1100 év Európa közepén II. (Budapest, 2003) ISBN 963-00-6388-3
- Kamaszkorunk legszebb nyara – Amerika (Magánkiadás, Budapest, 2003)
- Erdélyi történetek. Legendás históriák a régi Hazából (Budapest, 2003) ISBN 963-9484-48-2
- A Kárpátok Cicerója. A szellemi hagyaték. Mondta: Medgyessy Péter (Budapest, 2003) ISBN 963-9484-96-2
- Kertek és egyéb tűnődések, Kairosz Könyvkiadó, Budapest, 2004, ISBN 963-7510-04-4
- Kitiltva (Budapest, 2004) ISBN 963-8638-35-4
- Újabb Erdélyi történetek (Budapest, 2004)
- Ötmillió magyar miniszterelnöke, Kairosz Könyvkiadó, Budapest, 2004, ISBN 9789639568228
- A nagy Fideszkönyv I., Budapest, 2005, ISBN 963-8667-79-6
- Medvék meg emberek – Erdélyi történetek, Méry Ratio, Budapest, 2008, ISBN 9788089286126
- Szibéria és az orosz Távol-Kelet; fotó Vékás Péter, Lukács Csaba, Tölgyesi Balázs; Méry Ratio, Šamorín, 2008
- Az ős Kaján – Verselemzés, Méry Ratio, Budapest, 2011, ISBN 9788089286461
- Egy a haza – Békemenet 2012, Méry Ratio, Budapest, 2011, ISBN 9788089286584
- Magyarok karácsonya, Kairosz, Budapest, 2012, ISBN 978-963-08-9696-2
- 1956 – „…Zeitzen setzen”, Kairosz Könyvkiadó, ISBN 963-9302-89-9
- Boros Imre, Bogár László, Bayer Zsolt: Háttérképek háttérképe, Kairosz, Budapest, 2016
- Ezért gyűlölnek. A Bayer-blog; Cvikker Média, Budapest, 2017
- A kultúra diktatúrája (Szakács Árpád társszerzővel), Kárpátia Stúdió, Budapest, 2018, ISBN 9786155374258

## Portréfilmje
- Őszintén – Bayer Zsolt I–II. (2018)

## Díjai
- Madách-díj (2011)
- A Magyar Érdemrend lovagkeresztje (2016)

## Családja
Felesége Bayerné dr. Matusovits Andrea aneszteziológus–sportorvos, aki 2018 óta az Országos Vérellátó Szolgálat (OVSZ) vezetője.
Farkas Boglárka, korábbi televíziós hírolvasóval való kapcsolatából egy fia született (Bendegúz), míg első házasságából két gyermeke van.[forrás?]